# إيلينا يورلايفا
إيلينا يورلايفا (بالإنجليزية: Elena Urlaeva)‏ (من مواليد عام 1961) هي ناشطة أوزبكية في مجال حقوق الإنسان ورئيسة تحالف حقوق الإنسان في أوزبكستان. تركز يورلايفا على «توثيق [ممارسة] العمل القسري في صناعة القطن». وفقًا لهيئة الإذاعة البريطانية (بي بي سي)، «ساهم عمل يورلايفا المستمر في حملة دولية أدت في النهاية إلى دخول العلامات التجارية العالمية الكبرى مقاطعة القطن الأوزبكي».
تم اعتقال يورلايفا في 31 مايو 2015 في تشيناز. أفادت هيومن رايتس ووتش أن «الشرطة والأطباء أُرغموا قسرًا لتخدير على إيلينا يورلايفا، ثم أخضعوها للفحوصات الجسدية، والأشعة السينية، وغير ذلك من الإساءات».
أفاد مركز التضامن أن يورلايفا «احتُجزت ضد إرادتها في مستشفى للأمراض النفسية في طشقند» في مايو 2016، «لأكثر من شهر».
وفي مارس / آذار 2017، جاء وفقًا للمنظمة الدولية المناهضة للعبودية، «أُلقي القبض على يورلايفا [...] ، وتعرضت للضرب على أيدي شرطة أوزبكستان واحتجزت في سجن للأمراض النفسية وأُرغمت على تلقي العلاج الطبي القسري». أأفادت رويترز أيضًا أنها أوضحت موقفها في شريط فيديو، قبل أيام من الموعد المحدد لها للتحدث أمام البنك الدولي، ومنظمة العمل الدولية واتحاد النقابات الدولي.